# Willem van Heythuysen pozira z mečem (Frans Hals)
Willem van Heythuysen pozira z mečem je slika v tehniki olja na platnu nizozemskega slikarja nizozemske zlate dobe Fransa Halsa, naslikana v letih 1625–1630 in je danes v Stari pinakoteki v Münchnu. Prikazuje haarlemskega trgovca s tkaninami Willema van Heythuysena v gledališki pozi z rapirjem.

## Opis
Slika prikazuje ponosnega moškega, ki stoji pred neoklasicističnim arhitekturnim elementom z draperijo in se naslanja na meč. V daljavi se vidi vrt s parom, v ospredju pa na tleh leži nekaj vrtnic. Prvi ga je dokumentiral Adriaan Loosjes, ki ga je omenil v svojem poklonu Halsu leta 1789 kot v zbirki Gerrit Willem van Oosten de Bruyn. Veliko kasneje jo je Ernst Wilhelm Moes vključil v svojo Iconographia Batavia, Hofstede de Groot pa jo je ponovno dokumentiral z naslednjim opisom:
WILLEM VAN HEYTHUYSEN. B. 123; M. 44. Celopostaven; naravna velikost. Stoji z levo nogo naprej in desno potegnjeno nazaj. Njegova figura je obrnjena tričetrt levo; njegova glava je skoraj obrnjena proti gledalcu, na katerega gleda. Leva roka je pritisnjena na bok; njegova desna roka se oklepa ročaja meča s konico na tleh. Ima brke in koničasto brado. Nosi klobuk s širokimi krajci, bel ovratnik, podoben naboru, obrobljen s čipko, in zelo bogato obrobljen kostim temno modre barve s širokimi manšetami, obrobljenimi s čipko. Za njim lila rjava draperija visi na fantastičnem arhitekturnem delu; levo je pogled na francoski vrt; na tleh ležijo vrtnice. Naslikano okoli leta 1635.

## Zapuščina
Slika je bila navdih mnogim, ne le Loosjesovi poeziji. Judith Leyster je naredila kopijo iz obdobja, vendar je rapir zamenjala za sprehajalno palico. Več ljudi je poziralo v tem položaju v kostumu, nazadnje Kehinde Wiley, ki je naredil sliko mladega črnca v enaki pozi. V svojem katalogu mednarodne razstave Fransa Halsa iz leta 1989 je Slive trdil, da je bil prej napačno datiran v 1635, vendar je bil dejansko naslikan 10 let prej. Zdi se, da je umetnostni zgodovinar Claus Grimm prepoznal, da je draperija za njim videti podobna prelivajoči se obleki na Halsovem portretu Alette Hannemans, pri čemer je razpravljal o teh slikah eno za drugo in jih postavil kot naslikane v istem letu. Ker je bil Heythuyzen trgovec s tkaninami, sta bila oba iz delavnic pod njegovim nadzorom in ta portret prikazuje vir njegovega bogastva ter romantično vizijo samega sebe. Ker je postavljen obrnjen na levo, vemo, da to ni poročna slika, saj je Hals ženo vedno postavil na desno, obrnjeno na levo. Heythuizen se ni nikoli poročil in je umrl kot samski.